# Ardisia maxonii
Ardisia maxonii là một loài thực vật thuộc họ Myrsinaceae. Loài này có ở Costa Rica và Panama.